# 道家豊
道家 豊（どうけ ゆたか、1938年2月9日 - ）は、日本の元フィギュアスケート選手（男子シングル、ペア、アイスダンス）。日本フィギュアスケーティングインストラクター協会副会長。元パートナーは大岩美恵子。
全日本フィギュアスケート選手権優勝（ペア）。1962年世界フィギュアスケート選手権日本代表。

## 経歴
1954年、全日本ジュニア選手権で3位。1955年、同大会で優勝する。
1960年、全日本選手権で佐藤信夫、杉田秀男に次いで3位となり、同大会で初めて表彰台に立った。また同大会ではアイスダンスでも大岩美恵子とカップルを組み出場し3位に入った。
1961年の全日本選手権では大岩美恵子とペアスケーティングで出場し優勝する。1962年の世界フィギュアスケート選手権には、日本人としては初めてペアに出場し、13位となった。同年の全日本選手権では男子シングルで3位、ペアで二連覇を果たす。
現在は日本フィギュアスケーティングインストラクター協会副会長を務める。

## 主な戦績

### 男子シングル
| 大会/年         | 1954-55 | 1955-56 | 1960-61 | 1961-62 | 1962-63 |
| --------------- | ------- | ------- | ------- | ------- | ------- |
| 全日本選手権    |         |         | 3       |         | 3       |
| 全日本Jr.選手権 | 3       | 1       |         |         |         |

### ペア
| 大会/年      | 1961-62 | 1962-63 |
| ------------ | ------- | ------- |
| 世界選手権   | 13      |         |
| 全日本選手権 | 1       | 1       |

### アイスダンス
| 大会/年      | 1960-61 |
| ------------ | ------- |
| 全日本選手権 | 3       |